# 航空
航空（こうくう、英語:aviation）とは、何らかの装置を用いて飛行することである。
航空という言葉はフランス語を語源とする英語 aviationに対応した日本語であり、aviation は鳥を意味する "avis" と、「〜すること」を意味する接尾辞の "-ation" を組み合わせた言葉である。
本項では、世界の航空について説明する。

## 概説
航空の歴史を航空史という。#歴史

### 分類
航空はその目的により、民間航空と軍事航空に大別することができる。
民間航空は軍事航空以外の全ての航空活動を指し、航空輸送、航空機を用いた調査・測量、航空スポーツなどが含まれる。
世界の航空の量としては、旅客を乗せて運ぶ旅客航空および貨物を乗せて運ぶ貨物航空の割合が圧倒的に多い。（なお警察や消防、海上保安庁などの公的な航空活動も民間航空に含むが、政府が直轄する救難・監視目的の活動は民間航空に含まれない場合がある。）
民間航空の詳細については#民間航空の節で説明。
軍事航空の詳細については#軍事航空の節で説明。

## 歴史
航空の歴史を「航空史」と言う。
概略を言うと、おおむね中世の滑空機の実験の歴史から始まり、熱気球や飛行船の開発・運航などの歴史を経て、その後の飛行機他の多種多様な航空機にまつわる膨大な量の諸活動がそこに含まれる。航空機産業や航空会社の歴史や航空行政の歴史もここには含まれる。広くは、日本語で「航空宇宙産業」などと呼ばれる領域の歴史も含み、その場合スペースシャトルなどの設計・開発・運用等の歴史もここには含まれる。

## 民間航空
民間航空（英: civil aviation）とは、軍事航空以外の全ての航空の総称であり、一般航空と航空運送事業に分けられる。日本の航空法は英訳でCivil Aeronautics Actとなっている通り、民間航空に対する法律である。
国際的には、国際民間航空機関 (ICAO)が、技能証明、航空規則、気象、航空図、計測単位、運航安全、登録、耐空性、空港での出入国、通信装置、交通管制の運用、遭難救助、事故調査、飛行場設計、航空情報収集・伝達の方法、環境保護、航空保安、危険物輸送、安全管理に関して国際基準、勧告、ガイドラインを作成している。
航空運送の担い手が航空会社（エアライン）である。

### 旅客航空
旅客航空（英語 : passenger aviation）とは、旅客すなわち人を輸送することを主目的とした航空運送サービスである。定期便やチャーター便があり、国際線・国内線の種類がある。航空会社は、旅客の安全・快適性を重視し、空港・管制機関と連携して航空機を運航する。多くの航空会社が、安全性を一番重視しつつも、座席の快適さやサービス内容や航空券の価格など、それぞれが特色を出して他社と差別化をはかり、熾烈な競争をくりひろげている。

### 貨物航空
貨物航空（英語 : air cargo、あるいはcargo aviation。かたい表現ではfreight aviationとも）は、貨物（運ぶべき荷物。旅客でない何か）を航空機で輸送する航空運送サービスである。専用の貨物機や旅客機の貨物室（ベリーカーゴ）を使用して運ぶ。国際貿易や緊急配送が行われ、スピードと時間厳守が求められる。2010年代初頭〜中盤のIATAのレポートでは、FedEx、UPS、DHLの3社（いずれもアメリカ合衆国で創業した会社）のシェアの合計が45〜50%ほどにのぼるとされ、いわゆる寡占状態であったが、その後に多極化が進み、Turkish Cargo（ターキッシュエアラインズの貨物部門）などの中東の航空会社、China Southernなどの東アジアの会社、さらにeコマース会社由来のAmazon Airなども登場し、2024年や2025年時点ではFedex, UPS, DHL3社のシェア合計は3割程度に下がり、市場は寡占状態を脱した。

### 一般航空
ジェネラルアビエーション（英: general aviation,  一般航空）とは、民間航空のうち航空運送事業を除いた、あらゆる航空活動を指す概念・用語である。
ジェネラル・アビエーション（General Aviation, GA）は、定期航空（旅客便）と軍用航空を除く、すべての民間航空活動を指す用語。これには非常に幅広い活動が含まれ、以下のように分類することができる。
私用航空、ビジネス目的の定期便ではない小規模の飛行、航空を利用した仕事、訓練のための航空、医療航空、スポーツ航空などがある。
ゼネラル・アビエーションが盛んな国のトップ3は、アメリカ合衆国、カナダ、オーストラリアである。

#### 私用航空
私用航空（Private Aviation）は、自家用パイロットが操縦する個人所有あるいはレンタル機による飛行のことである。レジャー、旅行、趣味の遊覧飛行目的で行われる。場合によっては飛行クラブに所属して行う。操縦視覚はPPL（自家用操縦士）であり、操縦者は運航主体の当人あるいは知人であり、操縦者は操縦料金を請求しない。

#### ビジネス航空
ジェネラル・アビエーションについて語る文脈でビジネス航空（Business Aviation）という用語が指しているのは、定期便では対応できないビジネス目的での飛行のことであり、主に企業または富裕層がビジネス上の移動手段としてプライベートジェット（ビジネスジェット機）（コーポレートジェット）で飛ぶことを指している。チャーター便や、自社所有の運航機による飛行も含む。	操縦者の資格はCPL/ATPL（事業用・定期操縦士）であり、操縦者は雇われたプロパイロットの場合もあれば、操縦資格を持つ利用者本人または知人の場合もある。

#### アエリアル・ワーク
アエリアル・ワーク（Aerial Work）とは、産業や公共目的のために飛ぶ航空のことで、たとえば測量、空撮、農薬散布（農業航空）、森林監視、工事の空からの点検などである。工事点検は、パイプラインや電線敷設などの点検のために行う。アエリアルワークは、官民両方に使われ、消防・警察・救助活動にも活用されることがある。
日本の行政用語では「航空機使用事業」ということがある。

#### 訓練航空
訓練航空（Flight Training）は、航空学校や航空クラブでの操縦訓練であり、操縦士ライセンス取得のための訓練飛行である。つまり、フライトスクール（航空学校）が行っている飛行はジェネラル・アビエーションの一種とされる。自家用・事業用どちらの訓練飛行もある。

#### 医療航空
医療航空（Aeromedical Aviation）は、救急搬送（エア・アンビュランス）や臓器輸送などであり、緊急性が高く、小型機やヘリによる運航が多い。民間団体、自治体、NGOなどが運営することもある。

#### スポーツ・レクリエーション航空
スポーツ航空（sport aviation） あるいはレクリエーション航空（recreational aviation）は、グライダー、ウルトラライト機（超軽量機）、熱気球、パラモーター、スカイダイビングなどで飛行することである。GAの中でも自由度が高い分野である。
スカイスポーツを参照。
- 盛んな国トップ5は、アメリカ合衆国、ドイツ、イギリス、フランス、オーストラリアである。
  - アメリカ合衆国 - 世界のウルトラライト・ライトスポーツ機の販売の約39%は北米（主にアメリカ合衆国のこと。他にカナダを若干含む）で販売されているという統計がある。[8]
  - ドイツ - 世界のグライダーパイロットの約 27% がドイツ在住で、グライダー保有数・クラブ数ともに最大級。ウルトラライト市場でも欧州トップクラス。ドイツのパラグライダーとハンググライダーの愛好者の9割以上が加盟していると言われているドイツ・パラグライダー・ハンググライダー協会（DHV）は約4万名の会員を擁している。
  - フランス -　フランスはウルトラライト機（フランス語でmicrolight）保有数が8,476機と、ヨーロッパで最大規模（欧州全体では約19,613機が登録されており、フランスだけで43％以上保有している）。グライダーに関して南フランスは、競技パイロットや長距離飛行者（1000km超を飛ぶ）も集まる、特にハイレベルな滑空エリアとして有名。高性能な標準機Pégaseもフランス国内で400機稼働している。2022年には25歳以下のパイロット309名がジャック・ゴミー杯（Coupe Jacques Gomy）に参加し、参加者数最多記録を更新するなど若手の参入も盛ん。フランスには"自由飛行"（パラグライダー、ハンググライダー、スピードライディングなど）を統括する組織Fédération Française de Vol Libre（FFVL、フランス自由飛行協会） があり、2020年以降も会員数が12.6%増加し、2021年時点でのライセンス保持者数は43,188 名に達している。
  - イギリス - 9,462 名の会員を持つ英国グライダー協会（BGA）、約80のグライダークラブが活動中である。ウルトラライトプレーンやLight Sport Aircraft（LSA）も活況を呈している。
  - オーストラリアとニュージーランド - オーストラリアはウルトラライト市場が成長中（アジアパシフィック圏の約25％）。オーストラリアのレクリエーショナル航空の統括団体 RAAus（Recreational Aviation Australia）は、2020年時点で登録メンバー約 9,400名、登録機体は約3,500機。ニュージーランドは、オーストラリアほどではないが、グライダーの飛行を統括する団体Gliding New Zealand（GNZ）があり、900名のパイロットと約360 機のグライダーが登録し活動している。

なおWorld XContest（WXC）（de:XContest）は、FAI（国際航空連盟）が支援する、パラグライダーやハンググライダーのオンライン方式のクロスカントリー競技プラットフォームであり、選手は自身の飛行ログ（GPSトラック）をアップロードし、飛行距離や速度、三角飛行達成などの実績で総合ランキングが算出される。これは、年間を通じてオンラインで継続される競技である。
スコア登録者数が多かった国トップ5は次のとおり。
- フランス – 2,558名
- ブラジル – 上位に位置
- チェコ – 常に上位圏
- スイス – パイロットの多くが常連
- ポルトガル／イタリア – 通常上位ランクに入る。

その他、日本にはパラグライダーの愛好者が数万人ほど存在しており、日本各地のパラグライダー場で滑空を楽しんでいる。グライダーに関しては、やや古いデータだが2007年時点で自家用操縦士（PPL）によるグライダー免許保有者が7,043名、商用操縦士（CPL）のグライダー資格者250名という状況であり、国交省の登録統計を集計したデータによると、グライダー（"滑空機"）は1999年以降、600～700機台で安定して推移している。日本には日本滑空協会（JSA）という組織があり、加盟しているクラブの数は年により変動しているが、およそ50～70クラブほどで、JSA加盟クラブのうち7〜8割ほどは社会人を主体としたクラブで、主に趣味として悠々と滑空を楽しむ人々であり、JSA加盟クラブの2割ほど（10〜15クラブ前後）は大学の"航空部"などであり主に若手パイロット育成や滑空競技での勝利を志向している。

## 軍事航空
軍事航空とは、軍事に用いる航空機（軍用機）の設計・開発・製造・運用・利用を指している。
結果として、航空機を利用した、直接的な戦闘行動（空中戦・爆撃など）や、地上・海上の軍事行動の支援（偵察・輸送・連絡など）といった軍の活動を指す。空軍のそれが大きな割合を占めるが、海軍や陸軍その他の軍も航空機を利用しておりそれらの活動も指す。

## 航空事故
航空が関連する事故、特に航空機の運航中の事故を航空事故と言う。

## 航空産業
航空に関する産業「航空産業」には、航空機の設計・生産・販売・メンテナンスに携わる「航空機産業」、人や貨物等を輸送する「航空運送」、そして航空機を用いて運送以外の薬剤散布、写真撮影、広告宣伝などを行う「産業航空」が含まれる。航空をシステムとして見ると、航空機の製造者、航空機の運用者（航空会社など）だけでなく、政府や国際機関、大学・研究機関、金融機関などが密接かつ複雑に関係している。

## 学問
航空に関する学問分野には、航空のための技術および科学のあらゆる研究分野を含めた広い学問として「航空学」があり、飛行する航空機の各部に働く空気力やその運動を扱う「航空力学」や、航空機の設計、試験、製造および運用を扱う「航空工学」などがある。

## 航空で使われる単位
航空においては、ヤード・ポンド法由来の単位であるフィート、マイル(航空においては海里を指す)、ノット、水銀柱インチが標準的に使用されている。フィート、マイル、ノットは飛行機の降下において極めて重要かつ簡便な計算式を与える。水銀柱インチは高度計規正値の単位に用いると高度計の表示変化がわかりやすくなる。この為、国際単位系や各国の計量制度・法令において目的を限定した上で使用が認められている。